# غالب بن فهر
غالب بن فهر.
الجد التاسع للنبي محمد بن عبد الله. 

## نسبه
هو : غالب بن فهر بن مالك بن النضر بن كنانة بن خزيمة بن مدركة بن إلياس بن مضر بن نزار بن معد بن عدنان.

## أم غالب
أمه هي : ليلى بنت الحارث بن تميم بن سعد بن هذيل بن مدركة بن إلياس بن مضر بن نزار بن معد بن عدنان

## أولاده
- لؤي بن غالب
- تيم الأدرم بن غالب
- قيس بن غالب